# Hikaru Utada Laughter in the Dark Tour 2018
『Hikaru Utada Laughter in the Dark Tour 2018』（ヒカル・ウタダ・ラフター・イン・ザ・ダーク・ツアー 2018）は、シンガーソングライターの宇多田ヒカルがデビュー20周年イヤーとなる2018年の11月6日から12月9日にかけて行った、全6都市12公演のツアー。12年ぶり3度目の国内ツアーとなっており、計14万人の観客を動員した。

## 背景
2017年12月8日、新曲「あなた」のリリースを翌日に控えた宇多田ヒカルは、翌年2018年に、約12年ぶりとなる国内ツアーを開催することを発表した。2018年4月には、コンサート・ツアーの日程が発表され、6月27日には宇多田7枚目のアルバム『初恋』をリリース。同アルバムには、コンサート・ツアーの先行応募券も封入された。そして、9月にはツアーの正式名称が発表され、また一般発売(抽選)の受付もスタートした。10月に入ると、ツアーのオフィシャルサイトも開設され、ツアー開幕が5日前に迫った11月1日には、会場グッズの紹介サイトもオープンした。ツアー初日の2018年11月6日、午前0時を過ぎると同時に、アルバム『初恋』収録曲「Too Proud」のリミックス曲「Too Proud featuring XZT, Suboi, EK (L1 Remix)」が配信限定でサプライズ・リリースされた。ツアーは、活動休止前最後のライブが開催された横浜アリーナからスタートした。本ツアーは、宇多田のデビュー満20周年の記念日となる12月9日に幕張メッセでファイナルを迎え、全6都市12公演を完走した。本ツアーの映像は、2019年1月27日に、BSスカパー!にて初めて放送され、同年3月には、MUSIC ON! TVにてツアードキュメンタリーも加えた完全版が放送された

### タイトル

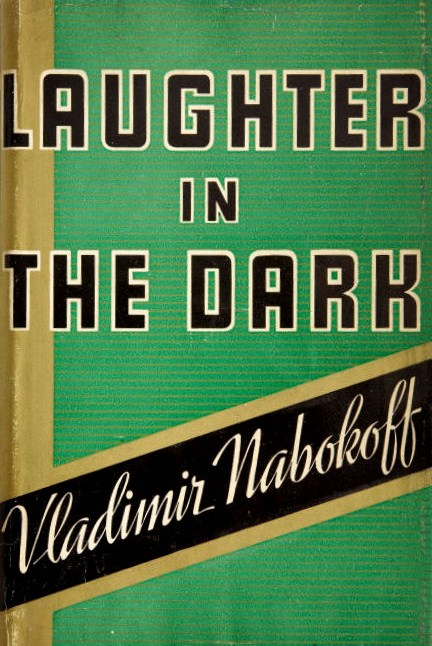
『カメラ・オブスクーラ』英語版『Laughter in the Dark』米初版表紙

ツアータイトルの『Laughter in the Dark』は、宇多田ヒカルが敬愛するロシアの作家ウラジーミル・ナボコフによる長編小説「カメラ・オブスクーラ」の英題に由来する。ライターの山田宗太郎は、ナボコフが「カメラ・オブスクーラ」の発表後にその英語版に不満を持って自ら英訳し直し、またその設定を一部変更したり大胆な削除や書き換えを行ったりしたことに言及。そして、宇多田が今回のツアーで、曲間をシームレスに繋いだり、「Kiss & Cry」や「Too Proud」などで他楽曲のフレーズを入れてモッシュアップしたり自らラップをしたりしたことが、ナボコフの再英訳作業に似ていると考え、ナボコフと宇多田は、「自らの作品を新たな作品へと昇華し、作りかえた」という点で共鳴していると語った。

## 施策

### チケット

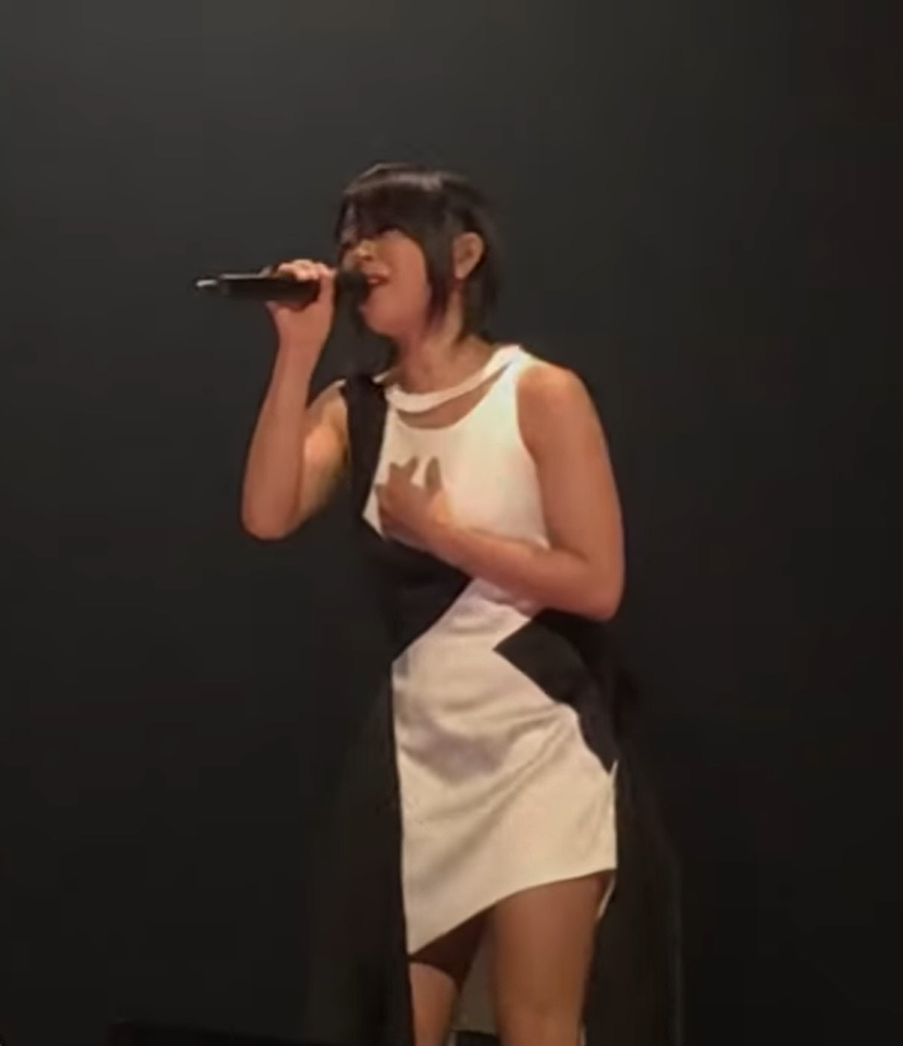
センターステージに立って歌唱する宇多田

同ツアーでは、電子チケット方式を取ることで、転売の防止、さらに入場時のストレスや待ち時間減少の配慮がなされた。公演では当日入場の際に顔写真による本人確認が行われ、そのために事前にチケットサイトにて顔写真の登録と会員登録が必須となり、チケット当選者には、そのチケットとQRコードがその申し込み各位のスマホに送付された。購入は各位2枚まで。2枚購入の場合は同伴者となる人の会員登録・顔写真登録も必要となった。また、高価チケット売買の防止策として、本人や事前登録の同伴者以外の入場や転売、譲渡は基本NGとなり、都合上、チケット購入後にやむを得ない理由により当日観覧できなくなってしまいそうな場合は、「譲りたい人」と、そのライブのチケットを「購入したい人」とを定価で仲介するシステムも導入され、正規の価格にて観たい人が観れる配慮がなされた。
これらの結果、今回のような規模の公演では通常なら観客の入場時間に2時間は要するところを、開場18時、開演19時の約1時間にまで短縮できている。また、同システムは、顔認証AIエンジン「NeoFace」を用いた本人確認システムで、NECとNECソリューションイノベータがアーティストのチケッティング業務を行うテイパーズと協力して開発した。

### 撮影
本ツアーでは、SNSの普及に合わせて、スマートフォンでの写真や動画撮影が解禁された。その中で、一眼レフカメラやデジタルカメラ、ビデオカメラによる撮影、録音専用機材による録音などは禁止されたほか、フラッシュの使用も禁じられた。

### グッズ
同ツアーでは、会場で販売されている商品を事前にネット上で購入できる「事前申込（決済）コンサート会場引き換え」が導入された。これによって、公演毎に商品を選択し、申し込み、支払いした人は当日、グッズ販売列に並ぶ必要がなくなった。

## 評価

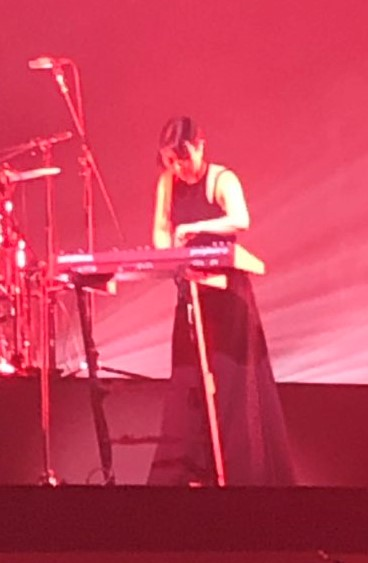
Prophet-6を演奏する宇多田

Real Soundの荻原梓は、ライブは、開演前のBGMがなく「完全な静寂からライブは始まった」と指摘。そして、「この日一番の"間"」として、「初恋」での〈正しいのかなんて本当は 誰も知らない〉直後の約10秒間の静寂に言及し、本コンサートに関して、宇多田のデビュー20周年を「静寂に包まれた会場でどこか厳かな雰囲気を保ちながら粛々とその喜びを噛み締める」ような公演だと評した。音楽評論家の柳樂光隆はローリングストーンジャパンの記事にて、今回のコンサートでは「宇多田ヒカルの作編曲家としての独自性」が、バンド形態でのライヴだからこそ浮かび上がっていたと指摘し、「打ち込みサウンドを生バンドで表現するうえでの定石をうまく形にしていた」「バンド+ストリングスのサウンドが、アルバムで聴くことができる箱庭的な音響とはまた別の、ある種サイケデリックな空間性を生み出していた」と評価した。そして、宇多田のヴォーカルがそのバンドが持つ特殊なサウンドを導き出しているとも語り、「宇多田ヒカルは『今』が最も輝いているタイプの音楽家だ」と語った。ライターの三宅正一は、CINRA.NETにて、同ライブに「緊張と緩和」の連続を見出した。そして、「緊張は絶望として、緩和は希望に置き換えられ、その連続性がライブの核心となっており、彼女はそれをとても生々しく、真摯に体現してみせた。」と語った。また、ステージセットが極めてシンプルで、映像演出が基本的に楽曲のイメージをプレーンなモーショングラフィックスで視覚化したものが多かったと指摘し、「現代的なサウンドプロダクションと普遍的な舞台装置を擁した、どこまでも宇多田ヒカルの歌を際立たせる独立した歌謡ショーを観るような趣があった。」と語った。そして、今回のライブについて、「真摯な音楽表現者の生き様を映し出す空間がそこにはあった」と評価した。

## セットリスト
今回のライブでは、基本的な曲順やアレンジは小袋成彬が担当している。小袋によると、元々の役割はプリプロダクションで、ツアーのコンセプトや音楽的な要因から曲順やアレンジを決定し、約1か月かけて全曲を揃えたという。
2nd Album『Distance』からは1曲も選曲されていないが、「Kiss & Cry」の曲中で「Can You Keep A Secret?」のコーラス部分を歌っている。
本編
1. あなた
2. 道
3. traveling
4. COLORS
5. Prisoner Of Love
6. Kiss & Cry
7. SAKURAドロップス
8. 光
9. ともだち
10. Too Proud
11. 誓い
12. 真夏の通り雨
13. 花束を君に
14. Forevermore
15. First Love
16. 初恋
17. Play A Love Song

アンコール
1. 俺の彼女
2. Automatic
3. Goodbye Happiness

## 日程
| 開催日   | 曜日 | 都市       | 開催場所                        | 開場/開演時間 | 備考                         |
| -------- | ---- | ---------- | ------------------------------- | ------------- | ---------------------------- |
| 11月6日  | 火曜 | 横浜市     | 横浜アリーナ                    | 18:00/19:00   |                              |
| 11月7日  | 水曜 | 横浜市     | 横浜アリーナ                    | 18:00/19:00   |                              |
| 11月14日 | 水曜 | 福岡市     | マリンメッセ福岡                | 18:00/19:00   |                              |
| 11月15日 | 木曜 | 福岡市     | マリンメッセ福岡                | 18:00/19:00   |                              |
| 11月22日 | 木曜 | 名古屋市   | 日本ガイシホール                | 18:00/19:00   |                              |
| 11月23日 | 金曜 | 名古屋市   | 日本ガイシホール                | 18:00/19:00   |                              |
| 11月28日 | 水曜 | 大阪市     | 大阪城ホール                    | 18:00/19:00   |                              |
| 11月29日 | 木曜 | 大阪市     | 大阪城ホール                    | 18:00/19:00   |                              |
| 12月4日  | 火曜 | さいたま市 | さいたまスーパーアリーナ        | 18:00/19:00   |                              |
| 12月5日  | 水曜 | さいたま市 | さいたまスーパーアリーナ        | 18:00/19:00   |                              |
| 12月8日  | 土曜 | 千葉市     | 幕張メッセ国際展示場9～11ホール | 18:00/19:00   |                              |
| 12月9日  | 日曜 | 千葉市     | 幕張メッセ国際展示場9～11ホール | 18:00/19:00   | 公演の様子が、映像作品に収録 |

## 参加
- 又吉直樹
2018年6月放送のNHK SONGSで宇多田と対談していた。本ツアーでは、前半後の休憩時間に流されたショートフィルムに登場。また、その脚本も手掛けた。ショートフィルムは、アメリカのスタンダップコメディアン・ティグ・ノタロ（英語版）をヒントに、2人が今回のツアーのテーマである絶望と希望について語る映像で始まり、その後は「フェイクドキュメンタリーコント」のような展開に続く[18]。

- 高瀬譜希子
トム・ヨークらと共演経験のあるコンテンポラリー・ダンサー。2017年リリースの「Forevermore」のミュージックビデオで、宇多田の踊りの振り付けを担当していた。本ツアーでは、「ともだち」と「Too Proud」でダンスを披露した。

### バンドメンバー
- ジョディ・ミリナー：ベース（写真・右下）
アルバム『Fantome』から宇多田の作品に関わる。
- ベン・パーカー：ギター（写真・中）
同上。
- ヴィンセント・タレル：ピアノ、キーボード（写真・右上）
同上。
- シルヴェスター・アール・ハーヴィン：ドラム（写真・左上）
『Fantome』から宇多田の楽曲に参加。『初恋』では「Good Night」でドラムを担当。
- ヘンリー・バウアーズ= ブロードベント：シンセサイザー、パーカッション等（写真・左下）
- 四家卯大ストリングス

## Hikaru Utada Laughter in the Dark Tour 2018 (映像作品)
『Hikaru Utada Laughter in the Dark Tour 2018』(ヒカル・ウタダ・ラフター・イン・ザ・ダーク・ツアー 2018)は、宇多田ヒカルのライブ・ビデオ。2019年6月26日にDVD/Blu-rayで発売したほか、同時にNetflixでも配信が開始した。

### 背景
2019年4月18日、同ツアー最終日の幕張メッセ公演が映像化されることが決定。また、同日に購入予約が始まるとすぐ数日後に、予定生産数を上回る予約が入ったために追加生産・追加受注生産が決定した。国内ライブ映像作品としては、2010年の『WILD LIFE』より、約8年2ヶ月振りとなった。

### 録音
録音/ミックスエンジニアは、『Fantome』、『初恋』で宇多田のボーカル・レコーディングを担当した小森雅仁が務めた。小森によると、今回は様々な実験的な手法が用いられたという。
楽器チームの方では、一般的には、録音されたトラックを再生しながら、そこに生音を重ねるという手法が用いられるが、今回はドラムでトリガーセットが用いられた。これによって、演奏のグルーヴ自体は人力だが音色はCDとまったく同じ音での演奏が可能となった。その他、ライブの現場では総計30本もの録音用マイクが用いられた。
また、一般的にはボーカルの音量のばらつきを調整するためにコンプレッサーという機材が用いられるが、宇多田の場合は自分で声量を緻密にコントロールして歌うので、そもそもかける必要がなかったという。小森は、これについて、「宇多田さんはAメロで静かなトーンで歌っていても、声量は大きいんですよ。なのでサビでレベルが突き抜けるほど大きくなるということもなく一定の音量でくるので、エンジニア的には録りやすくて本当に助かりますね。」と語った。

### 完全生産限定パッケージ盤
DVD、Blu-ray
- 「Hikaru Utada Laughter in the Dark Tour 2018」
ツアー最終日の幕張メッセでの公演
- 「Talking About Laughter in the Dark」
ツアーメンバーとスタッフのインタビューで構成されたドキュメンタリー

ボーナスDVD
- 「Forevermore」「あなた」「初恋」ミュージックビデオ
- ミュージックビデオ・ドキュメンタリー
MUSIC ON! TVオンエアされた、上記3曲のミュージックビデオ制作現場を追ったドキュメンタリー映像

その他
- フォトブック
オンステージからリハーサルシーンまでの多数の未公開写真（60ページ)
- バックステージパス（レプリカ）
- オリジナルネックストラップ（オンラインショップ・店舗での購入者のみ）

### 評価
ロッキング・オンの杉浦美恵は、同ビデオには宇多田が歩んできたキャリア20年の道のりが凝縮されているように思えると語り、また「その歌声は言うまでもなく、手練れのミュージシャンたちによるバンド演奏は洗練の極みで、これほどエンドレスで流しておきたくなる映像作品も珍しい」と評した。
同ビデオは、DEGジャパンが2019年に発売されたブルーレイソフトの中で最も優れた作品を表彰する「第12回 日本ブルーレイ大賞」で、「音楽賞」を受賞した。

### チャート成績
「Hikaru Utada Laughter in the Dark Tour 2018」は、初動24,232枚を売上げ、7月8日付のオリコン「音楽ブルーレイ・ディスクランキング」で2位を獲得した。チャート登場回数は計20週に達したほか、「音楽ブルーレイ・ディスクランキング」の年間チャートでは19位を獲得した。

## Hikaru Utada Laughter in the Dark Tour 2018 -“光”＆“誓い - VR
『Hikaru Utada Laughter in the Dark Tour 2018 -“光”＆“誓い - VR』（ヒカル ウタダ ラフター イン ザ ダーク ツアー 2018 ヒカリ アンド チカイ ヴイ アール）は、PlayStation 4用ソフトウェア。宇多田ヒカルの2018年のツアーから、「キングダム ハーツ シリーズ」のテーマソングになった「光」と「誓い」の2曲をPS VR用に収録した、無料のPS VR専用タイトル。2019年1月28日に配信開始した。コンテンツでは、会場全体の演出を見たり、宇多田が歌う姿を目前で楽しめたりと、まるで本人が目の前にいるような臨場感を楽しむことができる。同作は、日本国内で制作・公開された優れた先進映像コンテンツを表彰するコンテスト「ルミエール・ジャパン・アワード2019」のVR部門にて、特別賞を受賞した。

### 背景
マーケティング担当の梶望によると、前年に20周年イヤーを迎えた宇多田の全国ツアーに『キングダム ハーツIII』を絡めたコンテンツを開発しようと打ち合わせを進める中で、今回のVRプロジェクトが生まれたという。宇多田は以前、2016年のネットイベント「30代はほどほど。」で、3DVR生中継に挑戦していた。梶は、今回は全国ツアーを開催した後だったことで、より大きな注目を集めることができたと語った。
2018年9月、冬に、ツアーのライブステージ2曲をPS VR向けに配信予定であることが明かされた。ツアーが終盤を迎えた12月には、同コンテンツの詳細が明かされ、ツアー最終日にはその配信日も発表された。PS Plus加入者には、12月25日より先行配信された。

### 制作
今回のVRコンテンツは、ライブツアー｢Hikaru Utada Laughter in the Dark Tour 2018｣2日目の横浜アリーナで撮影された。監督・映像ディレクターは、「Addicted To You」より宇多田のミュージックビデオ制作に関わってきた竹石渉が担当。竹石は制作時の苦労について、「一般的なミュージックビデオは、クリエイティブな映像表現を通じてアーティストや曲のメッセージを伝えようという思いで制作」するが、今回のコンテンツは「ライブツアーを無垢なままVRで表現するもの」であり、「映像ではなく、体験を作るような感覚」であったことに難しさを感じたとコメントした。撮影では、ユーザーの没入感を高めるために、｢カメラをクレーンに載せて移動させる｣という今までにない試みにもチャレンジしたという。
ビデオは、「宇多田ヒカルをいかに魅力的に見せるか」を目指しており、その中で宇多田本人に、「カメラを見つめるとどんなに素敵か、カメラはVRにおいてどういう存在なのか」というVR映像の特性を理解してもらったという。また、竹石はその宇多田の魅力について、｢表情、歌声、動きがとても繊細。表現者として、非常に魅力的」と語った。